# A Desert
A Desert ist ein Horror-Thriller von Joshua Erkman. Die Weltpremiere des Mystery-Films mit Kai Lennox, David Yow und Sarah Lind in den Hauptrollen fand im Juni 2024 beim Tribeca Film Festival statt. Der US-Kinostart erfolgte Anfang Mai 2025.

## Handlung
Der Fotograf Alex Clark befindet sich auf einem Roadtrip durch den Südwesten der USA und fotografiert verlassene Fabriken, alte Tierfriedhöfe und auch die Einheimischen, die ihm begegnen. Er ist allein unterwegs durch die leere Wüste und die verlassenen Geisterstädte. Gelegentlich telefoniert Alex mit seiner Ehefrau Sam.

## Produktion

### Filmstab, Besetzung und Dreharbeiten
Regie führte Joshua Erkman, der gemeinsam mit Bossi Baker auch das Drehbuch schrieb. Bei A Desert handelt es sich um Erkmans Spielfilmdebüt.

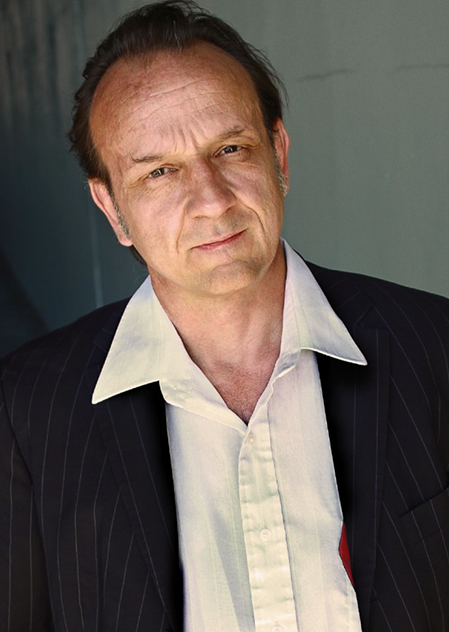
David Yow spielt den Ex-Polizisten Harold Palladino

Kai Lennox, bekannt aus Filmen wie God’s Country und Green Room und Fernsehserien wie Perry Mason und Fargo, spielt in der Hauptrolle den Fotografen Alex Clark. Zachary Ray Sherman und Ashley B. Smith spielen die Geschwister Renny und Susie Q, denen Alex eines Nachts in einem Motel begegnet. David Yow, der Gründer von The Jesus Lizard und Sänger von Scratch Acid, spielt den Ex-Polizisten Harold Palladino. Die Kanadierin Sarah Lind, die zuletzt in A Wounded Fawn in einer Hauptrolle zu sehen war, spielt Alex’ Ehefrau Sam. Weiter auf der Besetzungsliste findet sich Rob Zabrecky.
Als Kameramann fungierte Jay Keitel, der zuletzt für den Thriller She Dies Tomorrow von Amy Seimetz tätig war.

### Filmmusik und Veröffentlichung
Die Filmmusik steuerte der US-amerikanische Schlagzeuger, Gitarrist und Songwriter Ty Segall bei.
Die Weltpremiere des Films fand am 7. Juni 2024 beim Tribeca Film Festival statt. Im Vorfeld übernahm Yellow Veil Pictures den weltweiten Vertrieb. Ende August 2024 wurde A Desert beim FrightFest gezeigt und im Oktober 2024 beim Sitges Film Festival. Am 2. Mai 2025 kam der Film in ausgewählte US-Kinos.

## Rezeption

### Kritiken
Von den bei Rotten Tomatoes aufgeführten Kritiken sind 76 Prozent positiv.

### Auszeichnungen
Sitges Film Festival 2024
- Auszeichnung als Bester Film in der Sektion Noves Visions[9]